# Come Back Home (2NE1의 노래)
〈Come Back Home〉(컴백홈)은 2NE1의 디지털 싱글이다. 이 곡은 2014년 2월 27일 발매된 그룹의 두 번째 한국 앨범 《CRUSH》의 두 타이틀곡 중 하나이다. 〈Come Back Home〉 국내에서 2주 연속 음원차트 1위를 기록하며 히트를 쳤다.

## 배경 정보
2014년 2월 19일 YG 엔터테인먼트는 〈Come Back Home〉이 〈너 아님 안돼〉와 함께 2NE1의 두 번째 한국 앨범 《CRUSH》의 두 타이틀곡 중 하나라고 발표했다.

## 뮤직 비디오
싱글의 뮤직 비디오는 2014년 3월 2일 YouTube에 공개되었다. 제작비는 50만 달러로 한국에서 가장 비싼 뮤직비디오 중 하나로 꼽힌다. 비디오의 주제는 사람들이 얼마나 인터넷에 너무 중독되어 있는지, 그리고 사람들이 어떻게 가짜 현실이 실제 현실을 장악하도록 허용해서는 안 되는지에 대해 이야기한다.

## 차트
| 차트 (2014)                    | 최고 순위 |
| ------------------------------ | --------- |
| 대한민국 (가온 디지털 차트)    | 1         |
| 대한민국 (가온 다운로드 차트)  | 1         |
| 대한민국 (가온 스트리밍 차트)  | 2         |
| 대한민국 (가온 BGM 차트)       | 2         |
| 미국 월드 디지털 송스 (빌보드) | 4         |

| 차트 (2014)                   | 최고 순위 |
| ----------------------------- | --------- |
| 대한민국 (가온 디지털 차트)   | 23        |
| 대한민국 (가온 다운로드 차트) | 12        |